# 대한민국 제15대 대통령 선거 국민신당 후보 선출
국민신당 제15대 대통령 후보 선거는 국민신당이 1997년 11월 4일 창당대회를 갖고 제15대 대통령 선거에 출마할 당의 후보로 이인제 전 경기도지사를 추대한 것을 말한다.

## 과정

### 신한국당 경선
신한국당 제15대 대선 후보 경선을 앞두고 김영삼 당시 대통령은 "한 깜짝 놀랄 만한 젊은 후보"를 자신의 후계자로 지지할 생각이라고 밝혔는데, 정치권에서는 김영삼 대통령이 이인제 경기도지사를 지칭한 것으로 추측하고 있었다. 이후 김영삼 대통령이 지지 후보를 밝히지 않기로 입장을 바꿔 공식적인 지지를 받지는 못했으나, 이인제는 순식간에 여당의 강력한 차기 주자로 떠올랐다.
그러나 경선 결과 이인제는 이회창 전 총리에게 석패해 대권의 꿈을 접어야만 했다.

### 신한국당 내홍
그러던 중 김영환 새정치국민회의 의원이 이회창 후보의 두 아들이 군 면제를 받은 것에 대해 의혹을 제기하며 상황이 바뀌었다. 이회창 후보의 지지율은 10%대까지 내려갔고, 신한국당 내에서는 점차 후보 교체론이 대두되었다. 이미 민주계 상당수의 비토를 받고 있던 이회창의 당내 입지는 심하게 흔들렸고, 경선에서 2등을 기록한 이인제 후보에게 관심이 집중되었다.

### 이인제 탈당 및 독자 출마 선언
결국 이인제 전 경기도지사는 9월 13일 탈당 및 신당 창당을 선언했다.
이인제는 다수의 여론조사에서 이회창 후보를 너끈히 앞지르며 기대를 모았으나, 한편으론 이회창 후보를 못마땅해하던 김영삼 대통령의 사주를 받고 출마한 것이라는 의혹을 받기도 하는 등, 대권으로 가는 길에 진통이 예상되었다.

## 후보
| 국민신당 제15대 대통령 선거 경선 후보 | 국민신당 제15대 대통령 선거 경선 후보 | 국민신당 제15대 대통령 선거 경선 후보                   | 국민신당 제15대 대통령 선거 경선 후보 |
| 후보                                  | 생년                                  | 경력                                                    | 비고                                  |
| ------------------------------------- | ------------------------------------- | ------------------------------------------------------- | ------------------------------------- |
| 이인제                                | 1948년                                | 제10대 노동부 장관 제29대 경기도지사 제13·14대 국회의원 | 후보 추대                             |

## 결과
국민신당은 11월 4일 서울 올림픽공원 펜싱경기장에서 재적 대의원 4,157명 중 3,975명이 참석한 가운데 창당대회를 개최하였다. 이 날 대회에서 국민신당은 이만섭 전 국회의장을 당 총재에, 이인제 전 경기지사를 대통령 후보에 각각 만장일치 추대하였다.
이 날 이인제 후보는 종이가 아닌 노트북으로 연설문을 보며 수락 연설을 하는 등 젊은 후보임을 강조하려 애썼다. 그러나 이만섭 전 국회의장이 당 총재, 장을병 의원이 최고위원을 맡는 등 당 지도부는 대체로 연로한 인사들로 구성되어 있었다.
또한 국민신당은 창당 자금을 청와대에서 댔다는 의혹이 나와 고역을 치렀다. 당시는 김영삼 대통령의 지지율이 바닥을 치고 있던데다 구태 정치 청산론이 국민들 사이에 번지고 있어, 김영삼 배후설은 젊고 참신한 정치를 내세운 이인제 후보에게 상당한 마이너스가 되고 있었다. 국민신당은 김영삼 대통령이 도리어 신당 창당을 방해했다고 주장하며 YS당설을 적극 부인하였다.
국민신당은 이만섭, 박찬종 등을 영입하며 바람을 일으키려 애썼으나, 이후 이회창 후보 측의 사표 방지 심리 자극 전략이 효과를 보자 이인제 후보의 지지율은 점차 하락세를 걸었다. 이인제 후보는 끝내 지지율을 회복하지 못하였으며, 대선 결과 최종 3위로 낙선하였다.

## 같이 보기
- 대한민국 제15대 대통령 선거
- 대한민국 제15대 대통령 선거 신한국당 후보 경선
- 대한민국 제15대 대통령 선거 새정치국민회의 후보 경선
- 대한민국 제15대 대통령 선거 민주당 후보 선출
- 대한민국 제15대 대통령 선거 자유민주연합 후보 경선
- 대한민국 제15대 대통령 선거 국민승리21 후보 선출